# Maddison Elliott
Maddison Gae Elliott (sinh ngày 03 tháng 11 năm 1998) là nữ vận động viên bơi lội khuyết tật người Úc. Tại Thế vận hội Người khuyết tật năm 2012 ở London, cô trở thành người đoạt huy chương Paralympic trẻ nhất nước Úc khi chiến thắng huy chương đồng ở 100 m và 400 m bơi tự do nữ ở hạng mục S8. Sau đó, cô trở thành người trẻ tuổi nhất của Úc đoạt huy chương vàng khi cô là một thành viên của đội 4 × 100 m 34 điểm bơi tự do tiếp sức nữ. Cô cũng đoạt được 3 huy chương vàng tại Thế vận hội Người khuyết tật năm 2016 ở Rio.
Maddison Gae Elliott sinh ngày 03 tháng 11 năm 1998 tại Newcastle, New South Wales. Cô bị bại não bên phải là kết quả của một cơn đột quỵ ở trẻ sơ sinh, và được chẩn đoán với điều kiện khi cô được bốn tuổi. Ngoài bơi lội, cô tham gia vào môn điền kinh, và đến năm 2010 đạt được 6 giải thưởng theo hạng tuổi. Trong năm 2016, cô đã sống tại Gillieston Heights (ngoại ô Thành phố Maitland), New South Wales, và là một học sinh lớp 12 ở trường Bishop Tyrrell Anglican College. Cô có một người chị là Dimity Elliott.
Cô thi đấu bơi lội trong hạng mục S8 (S8, SB7 và lớp SM8 trong bơi lội bao gồm "người đã bị mất hoặc là cả hai tay hoặc một tay [...] hoặc vận động viên với những hạn chế nghiêm trọng hay liệt trong các khớp của chi dưới ") Năm 2014, cô được trao tặng Huân chương Úc (Order of Australia).

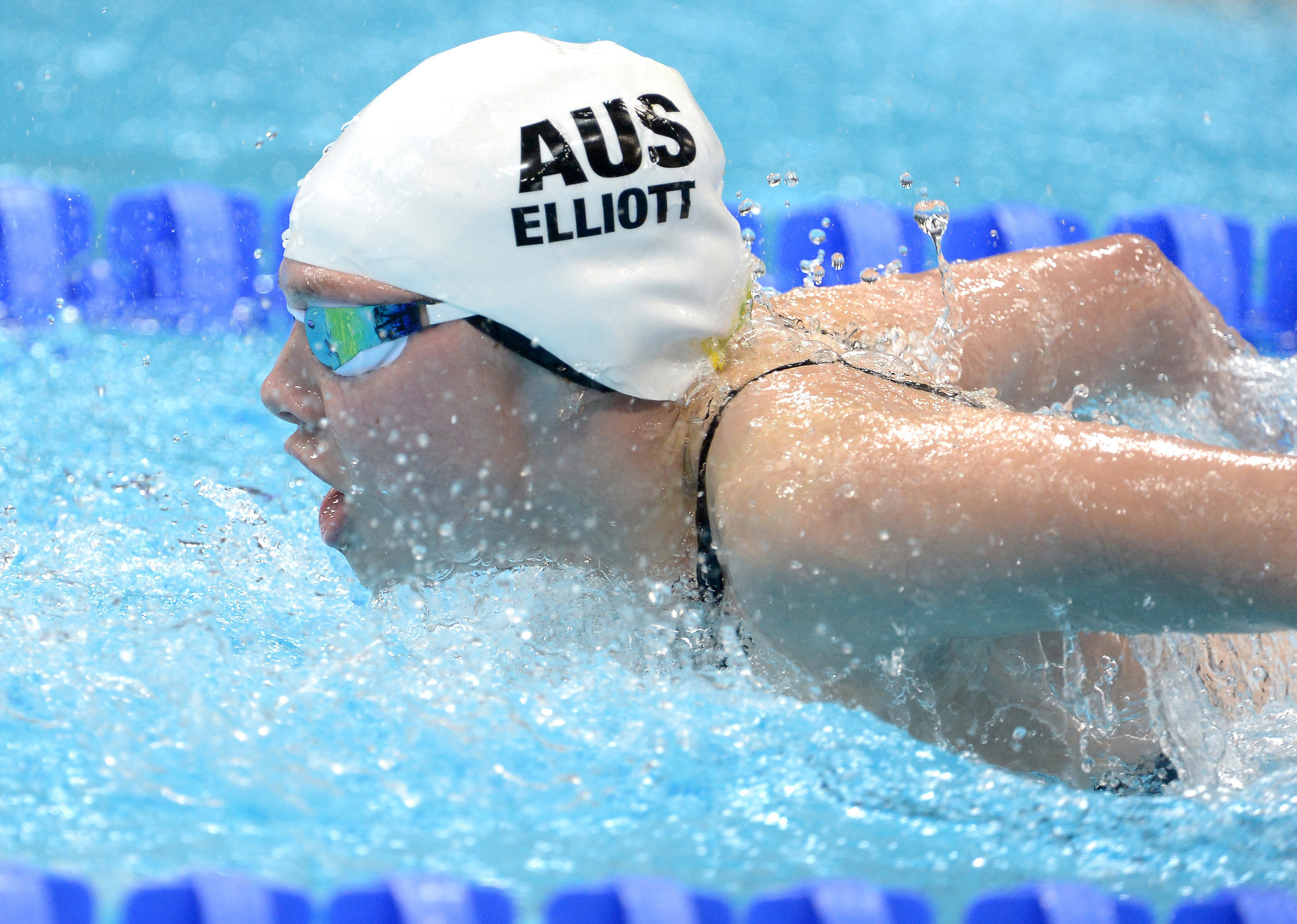
Elliott tại Thế vận hội Người khuyết tật 2012
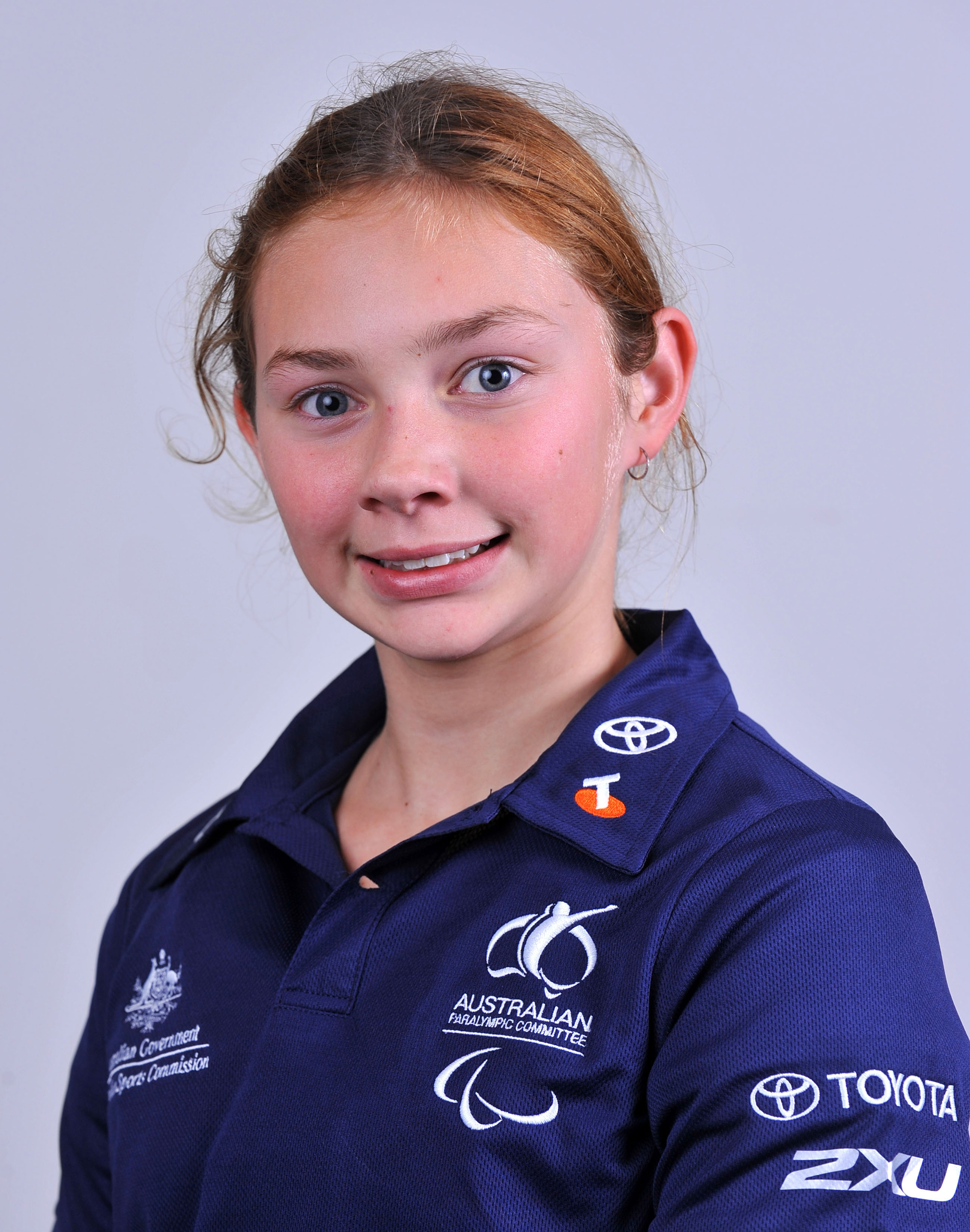
Elliott năm 2012
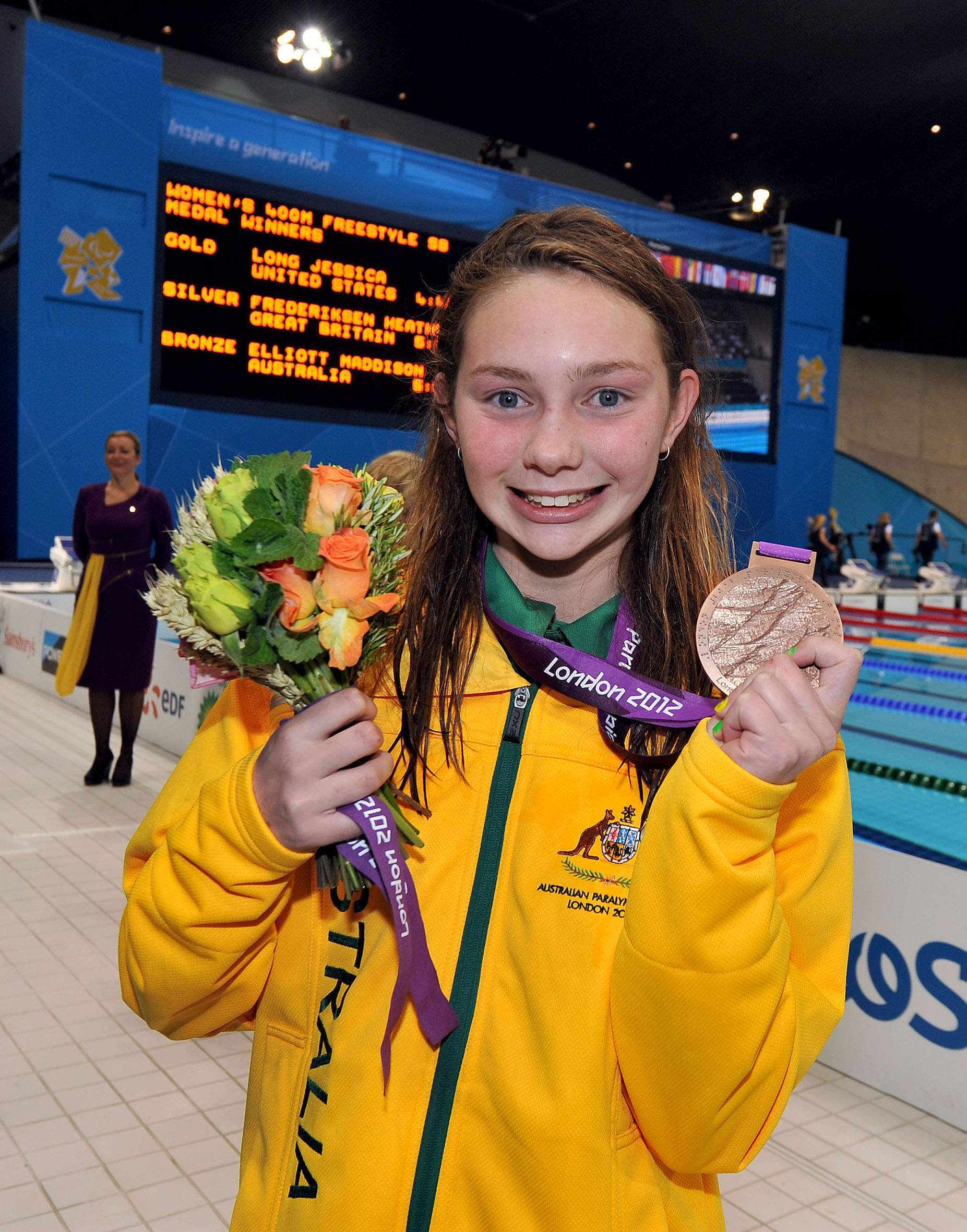
Elliott năm 2012 với huy chương